# Ютта Тюрингская (королева Чехии)
Ютта (Юдит) Тюрингская (нем. Judith von Thüringen, чеш. Judita Durynská; ум. 9 сентября после 1174) — княгиня, потом королева Чехии, вторая жена короля Чехии Владислава II (I), дочь ландграфа Тюрингии Людвига I и Гедвиги фон Гуденсберг.

## Биография
О её детстве ничего не известно, она была младшим ребёнком в Людвига I, ландграфа Тюрингии и родилась около 1135/1140 года.
В 1153 году Ютта была выдана замуж за князя Чехии Владислава II. Для него это был уже второй брак, первая жена, Гертруда фон Бабенберг, умерла за 3 года до этого. Жениться на Ютте князю посоветовал его наставник — епископ Праги Даниэль I. Вероятно, что невесте в то время было 13-18 лет, а её муж был старше на 25—30 лет.
Причины того, что выбор был сделан в пользу Ютты, были следующими. Чешские князья уже до этого останавливали выбор на представительницах Тюрингского дома. Уже до этого старшая сестра Ютта, Цецилия, вышла замуж за Ольдржиха, сына чешского князя Собеслава I. Но гораздо более важным было и то, что брат Ютты, ландграф Людвиг II, был женат на сестре императора Священной Римской империи Фридриха I Барбароссы. Таким образом, благодаря браку с Юттой Владислав породнился с императором.
От этого брака Ютта родила двух сыновей и дочь, однако годы их рождения точно не установлены. Наиболее известен из них старший, Пржемысл Оттокар I, который стал первым наследственным королём Чехии, смог укрепить центральную власть и ослабить политическую самостоятельность крупной знати. Имена детям в Средние века как правило давали матери, поэтому, по мнению историков, именно Ютте принадлежала идея назвать младенца Пржемысл — в честь легендарного основателя династии Пржемысловичей.
Хронисты того времени отмечают, что Ютта была очень красива, умна, смела и предприимчива. Кроме того она была хорошо образована и начитанна, знала устную и письменную латынь. Ютта была хорошей помощницей Владиславу, который нередко оставлял её замещать князя во время его отсутствия.
В январе 1158 года Владислав II по решению императора Фридриха I Барбароссы был коронован как король Чехии. Источники не сообщают, была ли коронована с ним Ютта, но позже хронисты называют её «королева Ютта».
В 1157 году во время наводнения был разрушен деревянный мост, который стоял недалеко от старого брода Влтавы под Пражским замком. Вместо него был построен каменный мост, названный в честь королевы — Юдитин мост. Его строительство было начато в 1158 году, завершено к 1172 году. Строил его итальянский архитектор, инициатором приглашения которого была Юдит. Мост был около 514 метров в длину и около 6,8 метров в ширину, поддерживался он с помощью 27 арок. Это был первый каменный мост в Чехии и он был самым большим каменным мостом того времени. Мост был украшен скульптурами, которые, вероятно, изображали коронацию Владислава. Он располагался чуть севернее места, где сейчас находится Карлов мост. Он простоял до февраля 1342 года, когда он оказался, в свою очередь, разрушен во время ледохода. Остатки моста были обнаружены в 2009 году водолазами на дне Влтавы.
В 1172 году Владислав II был вынужден отречься от престола в пользу старшего сына от первого брака, Фридриха (Берджиха), а сам отправился в изгнание. Ютта с детьми последовала за ним. Пристанище они нашли в Тюрингии, родине Ютты. Владислав умер в 1174 году.
Дальнейшая судьба Ютты неизвестна, также неизвестно, где и когда она умерла. Однако останки Юдит были в середине XX века обнаружены в монастыре Теплице, который она, вероятно, и основала. Согласно проведённому Эмануэлем Влчеком антропологическому исследованию, Ютта дожила до 75—80 лет и возможно умерла после 1210 года. Таким образом, она успела застать успешное правление своего старшего сына Пржемысла Оттокара.

## Брак и дети
Муж: с 1153 Владислав II (ум. 18 января 1174), князь Чехии с 1140, король Чехии (Владислав I) с 18 января 1158. Дети:
- Пржемысл Оттокар I (1155/1170 — 15 декабря 1230), князь Чехии 1192—1193, 1197—1198, король Чехии с 1198
- Владислав Генрих (Индржих) (ум. 12 августа 1222), маркграф Моравии 1193—1194, 1197—1222, князь Чехии 22 июля — 6 декабря 1197
- Рикса (ум. 19 апреля 1182); муж: с 1177 Генрих Австрийский Старший (1158 — 31 августа 1223), герцог Мёдлинга